# Neukirchen am Walde
Neukirchen am Walde ist eine Marktgemeinde in Oberösterreich im Bezirk Grieskirchen im Hausruckviertel mit 1657 Einwohnern (Stand 1. Jänner 2024).

## Geografie
Neukirchen am Walde liegt auf 555 Metern Höhe im Hausruckviertel. Die Ausdehnung beträgt von Nord nach Süd 8,2 km, von West nach Ost 5,1 km. Die Gesamtfläche beträgt 15,9 km², 21,4 % der Fläche sind bewaldet, 69,8 % der Fläche sind landwirtschaftlich genutzt.

### Gemeindegliederung
Das Gemeindegebiet umfasst folgende 30 Ortschaften (in Klammern Einwohnerzahl Stand 1. Jänner 2024):
- Achleiten (3)
- Aigen (53)
- Baumgarten (15)
- Eben bei Sankt Sixt (21)
- Feuermühl (3)
- Frankengrub (35)
- Graspoint (12)
- Hofing (36)
- Hungberg (13)
- Inzing (12)
- Jebing (34)
- Kirchberg (6)
- Knotzberg (44)
- Mäusburg (39)
- Mehring (42)
- Mehringerau (7)
- Moosau (28)
- Neukirchen am Walde (791)
- Oberbuchberg (21)
- Obergermating (37)
- Polstergrub (14)
- Pühret (58)
- Spattenbrunn (25)
- Straß bei Sankt Sixt (83)
- Unterbuchberg (13)
- Untergermating (89)
- Untergrub (3)
- Vorau (21)
- Weibing (87)
- Zierreit (12)

Die Gemeinde besteht aus den Katastralgemeinden Neukirchen und St. Sixt.
Die Gemeinde liegt im Gerichtsbezirk Eferding.

### Nachbargemeinden
| St. Aegidi (Bez. Schärding) |                                             | Waldkirchen am Wesen (Bez. Schärding) |
| Natternbach                 | Kompassrose, die auf Nachbargemeinden zeigt | Eschenau im Hausruckkreis             |
|                             | Peuerbach                                   | Heiligenberg                          |

## Geschichte

### Ortsgeschichte
Bereits im 9. Jahrhundert wurde Neukirchen am Walde gemeinsam mit Natternbach in einem Dokument des Otto von Norderenbar erwähnt, es ist deshalb auch anzunehmen, dass diese beiden Ortschaften zur damaligen Zeit als eine gemeinsame Besitzung Norderenbars zählten und erst mit der teilweisen Pachtung und Grenzverlegung des Landes ob der Enns durch das Erzherzogtum Bayern in zwei unabhängige Ortschaften geteilt wurden.
Laut Ortsnamenbuch des Landes Oberösterreich erfolgte die erste gesicherte schriftliche Erwähnung des Ortes im Zeitraum 1180–1200.
Im Ostteil des Herzogtums Bayern liegend, gehörte der Ort seit dem 12. Jahrhundert zum Herzogtum Österreich. Seit 1490 wird er dem Fürstentum Österreich ob der Enns zugerechnet.
Im Oberösterreichischen Bauernkrieg sank der Ort im Zuge eines Gefechtes am 19. September 1626 in Schutt und Asche.
Während der Napoleonischen Kriege war der Ort mehrfach besetzt. Seit 1918 gehört der Ort zum Bundesland Oberösterreich. Nach dem Anschluss Österreichs an das Deutsche Reich am 13. März 1938 gehörte der Ort zum Reichsgau Oberdonau. 1945 erfolgte die Wiederherstellung Oberösterreichs.

### Einwohnerentwicklung
1991 hatte die Gemeinde laut Volkszählung 1.580 Einwohner. Da sowohl die Geburtenbilanz (+85) als auch die  Wanderungsbilanz (+15) positiv waren, stieg die Bevölkerungszahl auf 1.680 im Jahr 2001. Nach 2001 nahm die Abwanderung zu, und auch die Geburtenbilanz ging zurück (+29), sodass die Bevölkerungszahl auf 1.630 Personen im Jahr 2011 sank.

## Kultur und Sehenswürdigkeiten
- Ehemaliges Schloss Spättenbrunn
- Katholische Pfarrkirche Neukirchen am Walde hl. Johannes der Täufer
- Katholische Filialkirche Straß bei Sankt Sixt

## Wirtschaft und Infrastruktur

### Sport
- Union Neukirchen am Walde: Die Union wurde 1954 gegründet und besteht aktuell aus den 4 Sektionen Fußball, Tennis, Turnen und Ski. Die Sektion Fußball spielt nach vielen Jahren in der Bezirksliga derzeit in der 1. Klasse Nordwest. Die Sektion Ski der Union Neukirchen ist die mit Abstand erfolgreichste in der ganzen Region und bekannt für ihre erfolgreiche Nachwuchsarbeit im Skirennsport.

Sportstätten:
- Turnhallen im Schulzentrum, Fußballplatz der Union mit Tribüne & Trainingsplatz, 2 Tennisplätze, Asphaltstockschießanlage, Kegelbahn
- Skilift „Bameshub“
- große Naturbadeanlage „Woodys“ mit Sprungturm, Beachvolleyplatz, Fun-Court & Minigolfanlage

## Politik

### Gemeinderat
Der Gemeinderat hat 19 Mitglieder.
- Mit den Gemeinderats- und Bürgermeisterwahlen in Oberösterreich 2003 hatte der Gemeinderat folgende Verteilung: 13 ÖVP, 4 SPÖ und 2 FPÖ.
- Mit den Gemeinderats- und Bürgermeisterwahlen in Oberösterreich 2009 hatte der Gemeinderat folgende Verteilung: 13 ÖVP, 4 SPÖ, 1 FPÖ und 1 BZÖ.
- Mit den Gemeinderats- und Bürgermeisterwahlen in Oberösterreich 2015 hatte der Gemeinderat folgende Verteilung: 12 ÖVP, 4 SPÖ und 3 FPÖ.
- Mit den Gemeinderats- und Bürgermeisterwahlen in Oberösterreich 2021 hat der Gemeinderat folgende Verteilung: 12 ÖVP, 4 SPÖ und 3 FPÖ.[5]

### Bürgermeister
- 1891–1918 Johann Haderer
- 1991–2019 Kurt Kaiserseder (ÖVP)[6]
- seit 2020 Raphael Hofinger (ÖVP)[7]

### Wappen
Blasonierung: „In Schwarz auf grünem Dreiberg (auf der mittleren und linken Kuppe) eine silberne, eintürmige, rot gedeckte und schwarz geöffnete, gotische Kirche mit zwei goldenen Knäufen am Keildach des Turmes und zwei goldenen Giebelkreuzen am Satteldach des Schiffes; rechts begleitet von grünen, dichten Laubbäumen (= Wald).“
Die Gemeindefarben sind Schwarz-Weiß-Grün.
Das Marktwappen stellt als redendes Wappen den Ortsnamen dar. Wann es verliehen wurde, ist nicht bekannt, der erste Nachweis stammt aus dem Jahr 1705. Ein früheres Ansuchen im Jahr 1574 direkt beim Kaiser um Wappenverleihung war erfolglos.

## Persönlichkeiten

### Ehrenbürger der Gemeinde
- Kurt Kaiserseder, Bürgermeister von Neukirchen am Walde 1991–2019[9]

### Söhne und Töchter der Gemeinde
- Johann Haderer (1860–1922), österreichischer Bauer und Politiker
- Marie Beutlmayr (1870–1948), österreichische Politikerin
- Anton Weidinger (1894–1949), österreichischer Politiker, Schneider und Trafikant
- Franz Ruhaltinger (1927–2014), Gewerkschaftsfunktionär, SPÖ-Politiker und Zentralbetriebratsobmann der Voest
- Josef Ratzenböck (* 1929), Landeshauptmann von Oberösterreich (1977–1995)